# Diplazium medogense
Diplazium medogense är en majbräkenväxtart som först beskrevs av Ren-Chang Ching och S.K. Wu och som fick sitt nu gällande namn av Fraser-Jenk.
Diplazium medogense ingår i släktet Diplazium och familjen Athyriaceae. Inga underarter finns listade i Catalogue of Life.